# Guernes
Guernes település Franciaországban, Yvelines megyében. Lakosainak száma 1085 fő (2022. január 1.). Guernes Follainville-Dennemont, Mantes-la-Jolie, Méricourt, Rolleboise, Rosny-sur-Seine és Saint-Martin-la-Garenne községekkel határos.

## Népesség
A település népességének változása:
| Lakosok száma | 1057 | 1080 | 1104 | 1084 | 1078 | 1074 | 1075 | 1075 | 1085 |
|               | 2013 | 2015 | 2016 | 2017 | 2018 | 2019 | 2020 | 2021 | 2022 |